# Memento Mori (Depeche Mode-album)
A Memento Mori (az albumborítón "Memento | Mori"-ként stilizálva szerepel)
a Depeche Mode (az album borítóján "Depeche|Mode" -ként stilizálva) együttes 2023. március 24-én megjelent, sorrendben tizenötödik stúdióalbuma. A nagylemez megjelenését megelőzte a "Ghosts Again" című kislemez, valamint a streaming platformokon megjelent "My Cosmos Is Mine" című szám. Ez az első Depeche Mode stúdióalbum, amelyet a társalapító Andrew Fletcher halála után, az együttes megmaradt két tagja, Dave Gahan és Martin Gore duóban rögzítettek és jelentettek meg.

## Előzmények
2022. május 26-án Andy Fletcher, az együttes billentyűse váratlanul meghalt, de a dalok írása és a demó munkálatok már Fletcher halála előtt elkezdődtek. Dave Gahan egyik interjújában kijelentette, hogy Fletcher semmilyen anyagot nem vett fel az albumhoz.
Az album számainak egyik szerzője, Martin Gore pedig kijelentette, hogy a nagylemez hét dalának társszerzője Richard Butler, a The Psychedelic Furs alternatív rockegyüttes énekes dalszerzője, aki 2020 áprilisában, a covid időszaka alatt felkereste Gore-t, hogy közösen írjanak dalokat. Butler küldött néhány dalszöveget, Gore pedig hozzátette a zenét. Gore szerint a dalok túl jól sikerültek ahhoz, hogy mellékprojektek legyenek, ezért a Depeche Mode feltette őket az új albumra, bár Butler soha nem akart csatlakozni az együtteshez.
Fletcher halála után, a rajongók kételkedni kezdtek a zenekar jövőjét illetően, amikor 2022 augusztusában a közösségi médiában egy stúdió fotót osztottak meg Gore-ról és Gahanről,  
jelezve, hogy új anyagon dolgoznak.

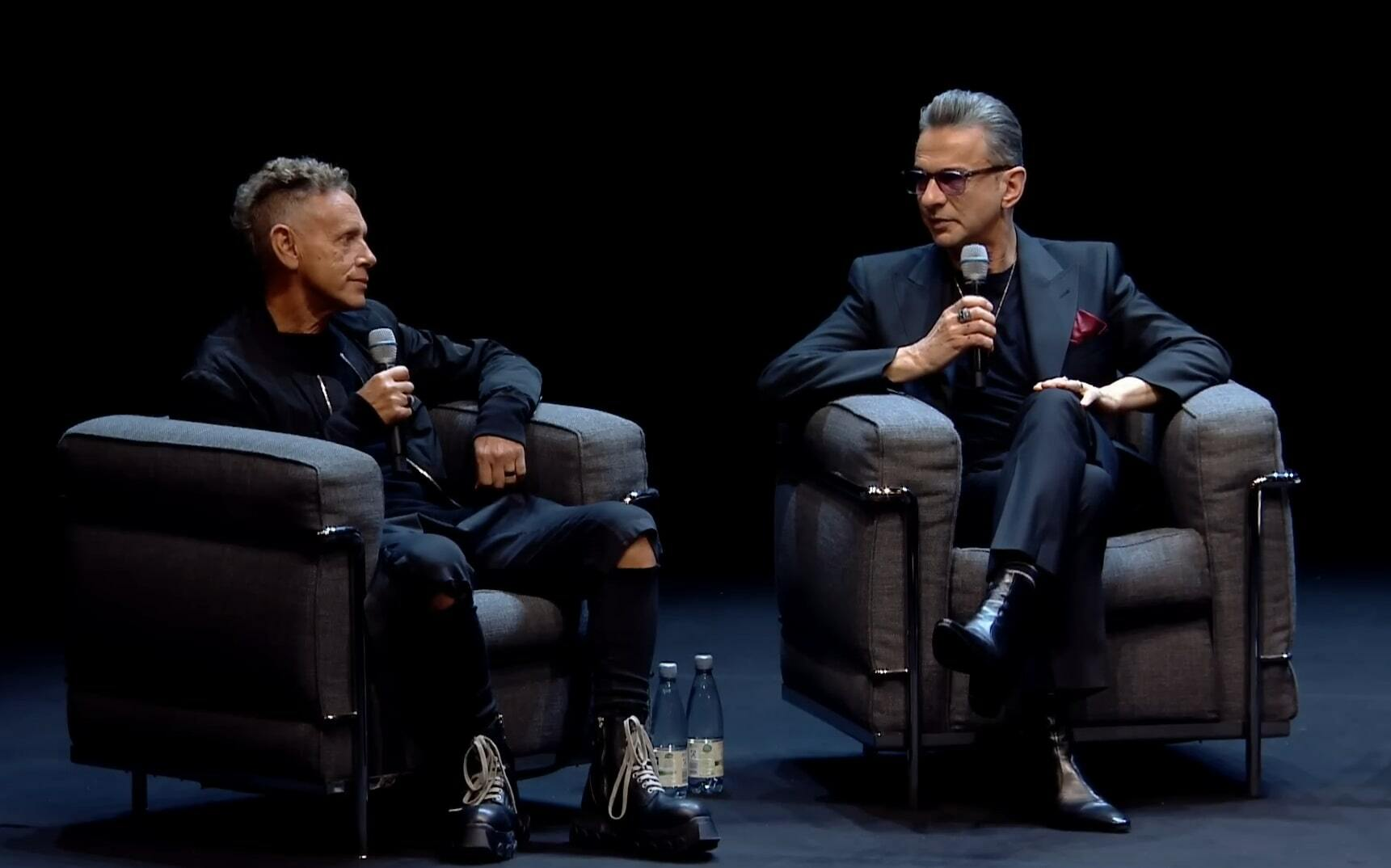
Gore és Gahan a berlini sajtótájékoztatón tárgyal az album megjelenéséről

2022. október 4-én az együttes sajtótájékoztatót tartott Berlinben, ahol bejelentették a közelgő Memento Mori című albumukat és a hozzá tartozó világkörüli turnét.  Az album a tervek szerint 2023 márciusának vége felé jelenik meg, ami egybeesik a 2023. március 23-án kezdődő turnéval.
A projektet a világjárvány korai szakaszában kezdtük el, és a témáit közvetlenül az az idő inspirálta. Fletch halála után úgy döntöttünk, hogy folytatjuk, mert biztosak vagyunk benne, hogy ezt akarta volna és ez valóban egy plusz jelentést adott a projektnek.

## Kiadások
- 2023. február 9-én első kislemezként a Ghosts Again jelent meg, hozzá egy zenei videóval.[8][9]
- 2023. március 9-én megjelent a My Cosmos Is Mine a streaming platformokon, az album további népszerűsítése érdekében, de videóklipet nem készítettek hozzá.[10]

## Az album számai
| 1.    | My Cosmos Is Mine     | Martin L. Gore                                             | 5:18 |
| 2.    | Wagging Tongue        | Dave Gahan · Martin L. Gore                                | 3:25 |
| 3.    | Ghosts Again          | Martin L. Gore · Richard Butler                            | 3:59 |
| 4.    | Don't Say You Love Me | Martin L. Gore · Richard Butler                            | 3:48 |
| 5.    | My Favourite Stranger | Martin L. Gore · Richard Butler                            | 3:57 |
| 6.    | Soul With Me          | Martin L. Gore                                             | 4:15 |
| 7.    | Caroline's Monkey     | Martin L. Gore · Richard Butler                            | 4:17 |
| 8.    | Before We Drown       | Christian Eigner · Dave Gahan · Peter Gordeno              | 4:05 |
| 9.    | People Are Good       | Martin L. Gore                                             | 4:24 |
| 10.   | Always You            | Martin L. Gore                                             | 4:19 |
| 11.   | Never Let Me Go       | Martin L. Gore                                             | 4:04 |
| 12.   | Speak To Me           | Christian Eigner · Dave Gahan · James Ford · Marta Salogni | 4:38 |
| 50:24 |                       |                                                            |      |

## Slágerlista
| Albumlista (2023)                                                                 | Legmagasabb helyezés |
| --------------------------------------------------------------------------------- | -------------------- |
| Ausztria (Ö3 Austria Top 40)                                                      | 1                    |
| Belgium (Ultratop Flandria)                                                       | 2                    |
| Belgium (Ultratop Vallónia)                                                       | 1                    |
| Kanada (Billboard Canadian Albums Chart)                                          | 8                    |
| Csehország (ČNS IFPI Albums Top 100)                                              | 2                    |
| Dánia (Hitlisten Album Top 40)                                                    | 1                    |
| Hollandia (Dutch Charts Album Top 100)                                            | 3                    |
| Finnország (Musiikkituottajat Albumit Top 50)                                     | 4                    |
| Franciaország (SNEP Album Top 100)                                                | 1                    |
| Németország (Offizielle Top 100)                                                  | 1                    |
| Görögország (International Federation of the Phonographic Industry Top 75 Albums) | 4                    |
| Magyarország (MAHASZ Top 40 albumlista)                                           | 1                    |
| Norvégia (VG-lista Album Top 40)                                                  | 5                    |
| Portugália (AFP Top 30 Albums)                                                    | 3                    |
| Egyesült Királyság (Scottish Albums)                                              | 4                    |
| Spanyolország (PROMUSICAE Top 100 Álbumes)                                        | 2                    |
| Svájc (Schweizer Hitparade Top 100 Albums)                                        | 1                    |
| Egyesült Királyság (UK Albums Chart)                                              | 2                    |
| USA Billboard 200                                                                 | 14                   |
| USA Top Alternative Albums (Billboard)                                            | 3                    |
| USA Top Rock Albums (Billboard)                                                   | 2                    |

## Fordítás
Ez a szócikk részben vagy egészben  a   Memento Mori (Depeche Mode album) című angol Wikipédia-szócikk fordításán alapul.  Az eredeti cikk szerkesztőit annak laptörténete sorolja fel. Ez a jelzés csupán a megfogalmazás eredetét és a szerzői jogokat jelzi, nem szolgál a cikkben szereplő információk forrásmegjelöléseként.